# The Greatest Hits - Why Try Harder
The Greatest Hits - Why Try Harder es un álbum recopilatorio del músico británico Fatboy Slim, lanzado el 19 de junio de 2006. Además del material publicado anteriormente, el álbum incluye dos temas nuevos: «Champion Sound» y «That Old Pair of Jeans». En 2006 también se lanzó una colección de videos musicales titulada The Greatest Hits - Why Make Videos. Se omitieron los sencillos exitosos «Ya Mama» y «Star 69».

## Antecedentes
Para ahorrar espacio en el disco de audio, las canciones son ediciones de radio más cortas con la excepción de la pista final. La blasfemia en «Wonderful Night» permanece intacta en la edición del Reino Unido, pero se eliminó para los Estados Unidos. «Champion Sound» también es significativamente diferente en la edición estadounidense, ya que contiene versos que están ausentes en el lanzamiento británico.

## Portada
Para el lanzamiento en el Reino Unido, la obra de arte de la portada del álbum fue creada por la artista de Brighton Julie-Anne Gilburt. Presenta la imagen del hombre que se utilizó anteriormente en la portada de You've Come a Long Way, Baby. Gilburt pintó esta portada para el álbum de grandes éxitos que representa una versión angelical del hombre, con alas. Se crearon varias imágenes para este proyecto, incluido un desnudo frontal completo y el hombre recostado en un sofá. Estas imágenes aparecen en el folleto del álbum.
Para el lanzamiento en Estados Unidos, la portada se modificó por la de Christopher Walken del video musical de «Weapon of Choice». El título de la compilación proviene del eslogan de la camiseta del hombre que adorna las portadas no estadounidenses tanto de este álbum como You've Come a Long Way, Baby: «I'M #1 SO WHY TRY HARDER».

## Lista de canciones
| The Greatest Hits - Why Try Harder |                                                                                    |          |  |
| N.º                                | Título                                                                             | Duración |  |
| 1.                                 | «The Rockafeller Skank» (edit)                                                     | 3:57     |  |
| 2.                                 | «Praise You» (radio edit)                                                          | 3:48     |  |
| 3.                                 | «Brimful of Asha» (Norman Cook remix of Cornershop)                                | 4:01     |  |
| 4.                                 | «Weapon of Choice» (featuring Bootsy Collins, Attack Hamster edit)                 | 3:40     |  |
| 5.                                 | «Gangster Trippin» (edit)                                                          | 3:32     |  |
| 6.                                 | «I See You Baby» (edit, Fatboy Slim remix of Groove Armada featuring Gram'ma Funk) | 3:30     |  |
| 7.                                 | «Wonderful Night» (featuring Lateef the Truthspeaker)                              | 2:45     |  |
| 8.                                 | «Right Here, Right Now» (edit)                                                     | 3:56     |  |
| 9.                                 | «Going Out of My Head» (edit)                                                      | 3:43     |  |
| 10.                                | «Sunset (Bird of Prey)» (edit)                                                     | 3:59     |  |
| 11.                                | «Everybody Loves a Carnival» (radio edit)                                          | 4:05     |  |
| 12.                                | «Don't Let the Man Get You Down» (edit)                                            | 3:18     |  |
| 13.                                | «Demons» (featuring Macy Gray)                                                     | 3:14     |  |
| 14.                                | «Sho Nuff» (edit)                                                                  | 3:21     |  |
| 15.                                | «Slash Dot Dash»                                                                   | 2:55     |  |
| 16.                                | «Santa Cruz» (edit)                                                                | 4:18     |  |
| 17.                                | «Champion Sound» (featuring Lateef the Truthspeaker)                               | 3:00     |  |
| 18.                                | «That Old Pair of Jeans» (featuring Lateef the Truthspeaker)                       | 4:44     |  |
| 65:46                              |                                                                                    |          |  |

| The Greatest Hits - Why Make Videos DVD |                                                    |          |  |
| N.º                                     | Título                                             | Duración |  |
| 1.                                      | «Praise You»                                       |          |  |
| 2.                                      | «The Rockafeller Skank»                            |          |  |
| 3.                                      | «Weapon of Choice» (starring Christopher Walken)   |          |  |
| 4.                                      | «Gangster Trippin»                                 |          |  |
| 5.                                      | «Wonderful Night»                                  |          |  |
| 6.                                      | «Right Here, Right Now»                            |          |  |
| 7.                                      | «Going Out of My Head»                             |          |  |
| 8.                                      | «Sunset (Bird of Prey)»                            |          |  |
| 9.                                      | «Everybody Loves a Carnival»                       |          |  |
| 10.                                     | «Don't Let the Man Get You Down» (swimming ending) |          |  |
| 11.                                     | «Demons»                                           |          |  |
| 12.                                     | «Slash Dot Dash»                                   |          |  |
| 13.                                     | «Santa Cruz»                                       |          |  |
| 14.                                     | «Ya Mama»                                          |          |  |
| 15.                                     | «Star 69»                                          |          |  |
| 16.                                     | «The Joker»                                        |          |  |
| 17.                                     | «That Old Pair of Jeans»                           |          |  |

| Rare and Unseen Videos |                                                             |          |  |
| N.º                    | Título                                                      | Duración |  |
| 1.                     | «Sunset (Bird of Prey)» (directors cut)                     |          |  |
| 2.                     | «Star 69» (animated version)                                |          |  |
| 3.                     | «Everybody Needs a 303» (Pigboy)                            |          |  |
| 4.                     | «The Rockafeller Skank» (Spike Jonze audition demo version) |          |  |
| 5.                     | «Build It Up, Tear It Down»                                 |          |  |

## Posicionamiento en listas
| Lista (2006)                             | Mejor posición |
| ---------------------------------------- | -------------- |
| Australia (ARIA)                         | 4              |
| Austria (Ö3 Austria)                     | 30             |
| Bélgica (Ultratop flamenca)              | 31             |
| Bélgica (Ultratop valona)                | 45             |
| Países Bajos (Album Top 100)             | 69             |
| Finlandia (Suomen Virallinen Lista)      | 31             |
| Alemania (Offizielle Top 100)            | 89             |
| Irlanda (IRMA)                           | 1              |
| Italia (FIMI)                            | 72             |
| Nueva Zelanda (Recorded Music NZ)        | 8              |
| Escocia (Scottish Albums Chart)          | 2              |
| Suiza (Schweizer Hitparade)              | 22             |
| Reino Unido (UK Albums Chart)            | 2              |
| Estados Unidos (Dance/Electronic Albums) | 6              |

| Lista (2006)                               | Posición |
| ------------------------------------------ | -------- |
| UK Albums (OCC)                            | 85       |
| US Top Dance/Electronic Albums (Billboard) | 18       |

## Certificaciones
| País          | Certificación | Ventas  |
| ------------- | ------------- | ------- |
| Australia     | Oro           | 35 000  |
| Australia     | Oro           | 7 500   |
| Irlanda       | Platino       | 15 000  |
| Nueva Zelanda | Oro           | 7 500   |
| Reino Unido   | Platino       | 300 000 |